# Urmen
Le Urmen (chiamate anche Ursitory) presso gli zingari polacchi, russi e serbi, sono spiriti femminili che decidono il destino degli uomini al momento della nascita.
Sono immaginate in un gruppo di tre e vestite di bianco. La loro vita è legata a tre capelli d'oro che hanno dietro la testa. Generalmente si ritiene che siano legate agli alberi, come se fossero le loro anime. Anticamente dovevano essere le dee del destino, paragonabili alle Parche romane.
Delle tre, una si ritiene sia buona, un'altra cattiva e la terza neutra. Al momento del parto una maga recita preghiere all'ingresso della tenda e si recano loro offerte di cibo per propiziare un destino felice.
Uno scrittore rom, Matéo Maximoff, ha scritto un romanzo su di loro intitolato Les Ursitory (Parigi, 1946) divenuto popolare e adattato in un film.